# Montsec, Meuse
Montsec är en kommun i departementet Meuse i regionen Grand Est (tidigare regionen Lorraine) i nordöstra Frankrike. Kommunen ligger i kantonen Saint-Mihiel som tillhör arrondissementet Commercy. År 2022 hade Montsec 76 invånare.

## Befolkningsutveckling
Antalet invånare i kommunen Montsec
| Referens: INSEE |